# Poilobrin
Poilobrin (en francès Pouy-Loubrin) és un municipi francès situat al departament del Gers i a la regió d'Occitània.

## Geografia

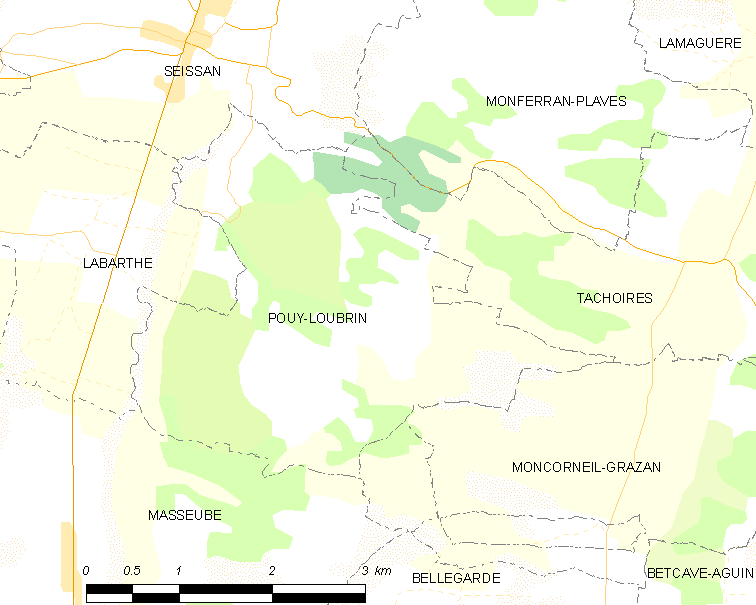
Mapa de la comuna de Poilobrin

## Administració
| Període | Identitat      | Partit |
| ------- | -------------- | ------ |
| 2001-   | Laurent Perdon |        |

## Demografia
| 1962                                       | 1968 | 1975 | 1982 | 1990 | 1999 | 2006 |
| ------------------------------------------ | ---- | ---- | ---- | ---- | ---- | ---- |
| 88                                         | 95   | 88   | 100  | 103  | 91   | 101  |
| Des de 1962: població sense dobles comptes |      |      |      |      |      |      |